# Историко-краеведческий музей Песчанокопского района
Историко-краеведческий музей Песчанокопского района — музей в селе Песчанокопское.

## История музея
Музей истории Песчанокопского района был создан 4 марта 1984 года на кооперативных началах членами-учредителями — колхозами, совхозами, предприятиями, организациями и учреждениям района при активной помощи населения, и первоначально подчинялся исполкому райсовета народных депутатов. В 2001 году был преобразован в районный историко-краеведческий музей, а в 2002 году — в историко-краеведческий музей Песчанокопского района. В 2003 году музей получил статус муниципального учреждения культуры, а в 2010 году — муниципального бюджетного учреждения культуры.
В настоящее время в музее работают 4 выставочных зала: зал № 1 — предметы быта; холл; зал № 4 — Доблести и славы (посвященный труженикам тыла); зал № 5 — Великая Отечественная война.
После проведения атрибуции в Ростовском областном музее краеведения и исследования профессором Донецкого национального университета Евглевским А. В. музейный предмет «Половецкое каменное изваяние X в» был занесен во «Всемирный каталог каменных изваяний».
1 июля 2008 года Управлением Россвязьохранкультуры по Ростовской области зарегистрирован факт пропажи 19 музейных предметов (орденов и медалей времен Великой Отечественной войны и советского периода) основного фонда музея.
В 2016 году 550 музейных предметов были включены в состав негосударственной части Музейного фонда Российской Федерации.

## Адрес
Музей располагается по адресу: 347570, Ростовская область, Песчанокопский район, село Песчанокопское, ул. Школьная, д. 1.